# Јадкинвил (Северна Каролина)
Јадкинвил (енгл. Yadkinville) град је у америчкој савезној држави Северна Каролина.

## Демографија
По попису из 2010. године број становника је 2.959, што је 141 (5,0%) становника више него 2000. године.
| Група             | 2000.         | 2010.         |
| Белци             | 2.094 (74,3%) | 2.026 (68,5%) |
| Афроамериканци    | 184 (6,5%)    | 206 (7,0%)    |
| Азијати           | 5 (0,2%)      | 10 (0,3%)     |
| Хиспаноамериканци | 530 (18,8%)   | 702 (23,7%)   |
| Укупно            | 2.818         | 2.959         |